# Vicia fulgens
Vicia fulgens là một loài thực vật có hoa trong họ Đậu. Loài này được Batt. miêu tả khoa học đầu tiên.